# Nikołaj Szestakow
Nikołaj Porfiriewicz Szestakow (ros. Никола́й Порфи́рьевич Шестако́в, ur. 1954, zm. 1978) – radziecki seryjny morderca i gwałciciel, zwany Lubiereckim Maniakiem. W latach 1975–1976 zamordował 12 kobiet w okolicach Moskwy.

## Zbrodnie
Szestakow na swoje ofiary wybierał młode kobiety, którym proponował podwiezienie. Gwałcił je i zabijał młotem kowalskim, ciała porzucał na wysypiskach śmieci. W popełnianiu morderstw pomagało mu 2 wspólników; jego brat – Władimir Szestakow i znajomy, Andriej Szuwałow.

## Aresztowanie i proces
Szestakow został aresztowany w trakcie planowania kolejnego morderstwa. W jego ciężarówce odnaleziono ślady krwi i młot kowalski. Przyznał się do popełnienia morderstw i wydał swoich wspólników. W 1977 r. Szestakow został skazany na karę śmierci przez rozstrzelanie. Wyrok wykonano rok później. A. Szuwałow i W. Szestakow zostali skazani odpowiednio na 15 i 4 lata pozbawienia wolności.